# Colombier-Saugnieu
Colombier-Saugnieu is een gemeente in het Franse departement Rhône (regio Auvergne-Rhône-Alpes) en telde op 1 januari 2022 2.859 inwoners.

## Geschiedenis
De gemeente maakte deel uit van het kanton Meyzieu van het arrondissement Lyon. Toen op 1 januari de Métropole de Lyon gevormd werd uit het departement Rhône werd Colombier-Saugnieu opgenomen in een nieuwgevormd kanton Genas, dat onderdeel werd van het arrondissement Villefranche-sur-Saône.

## Geografie
De oppervlakte van Colombier-Saugnieu bedroeg op 1 januari 2022 27,62 vierkante kilometer; de bevolkingsdichtheid was toen 103,5 inwoners per km².

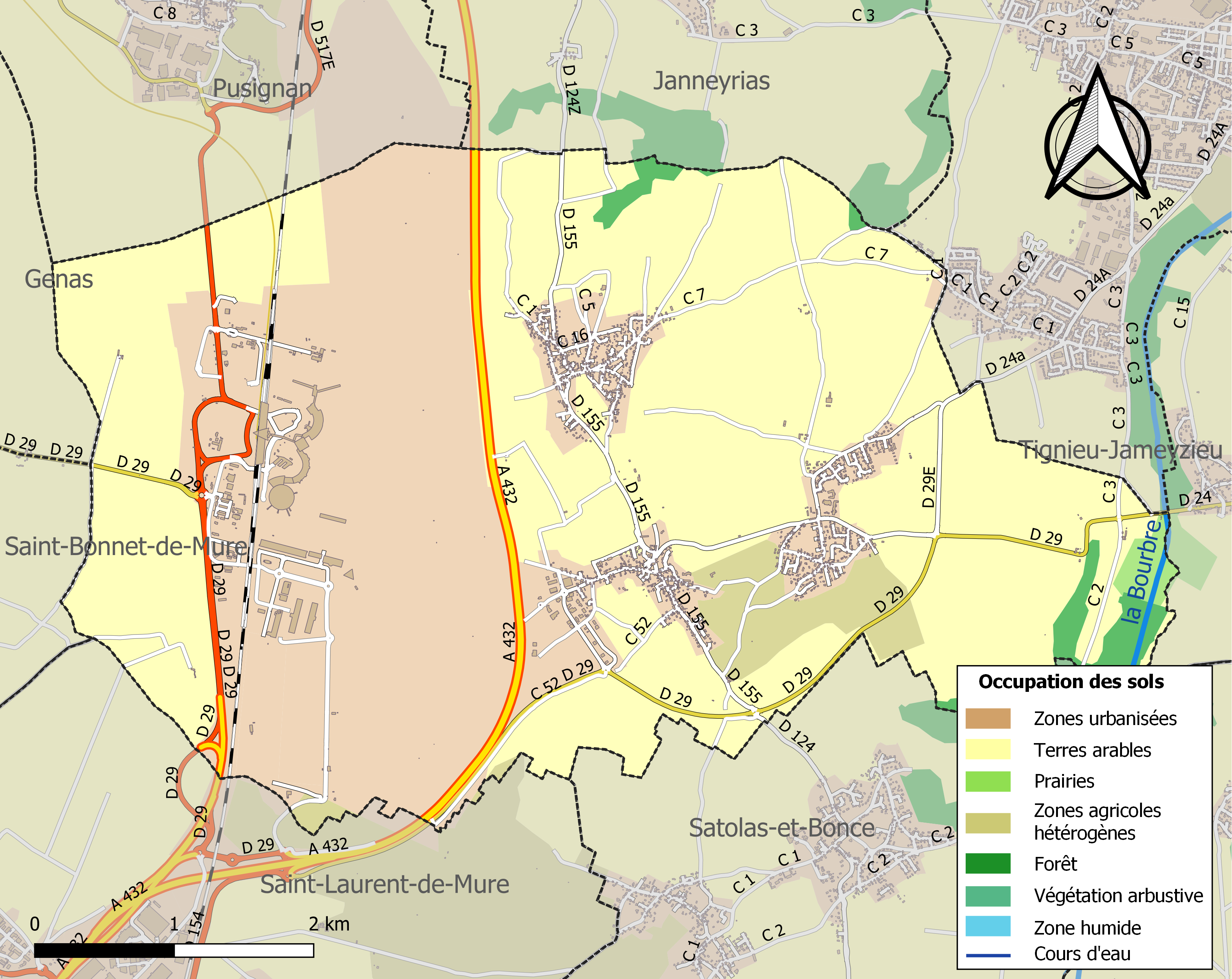
Kaart van de gemeente met de belangrijkste infrastructuur, bodemgebruik en omliggende gemeenten

## Demografie
Onderstaande figuur toont het verloop van het inwonertal (bron: INSEE-tellingen).

## Verkeer en vervoer
De luchthaven Aéroport de Lyon-Saint-Exupéry ligt in de gemeente Colombier-Saugnieu. Per trein is deze luchthaven te bereiken via het station Lyon-Saint-Exupéry TGV; per tram (vanuit Lyon) met de Rhônexpress-tram. 

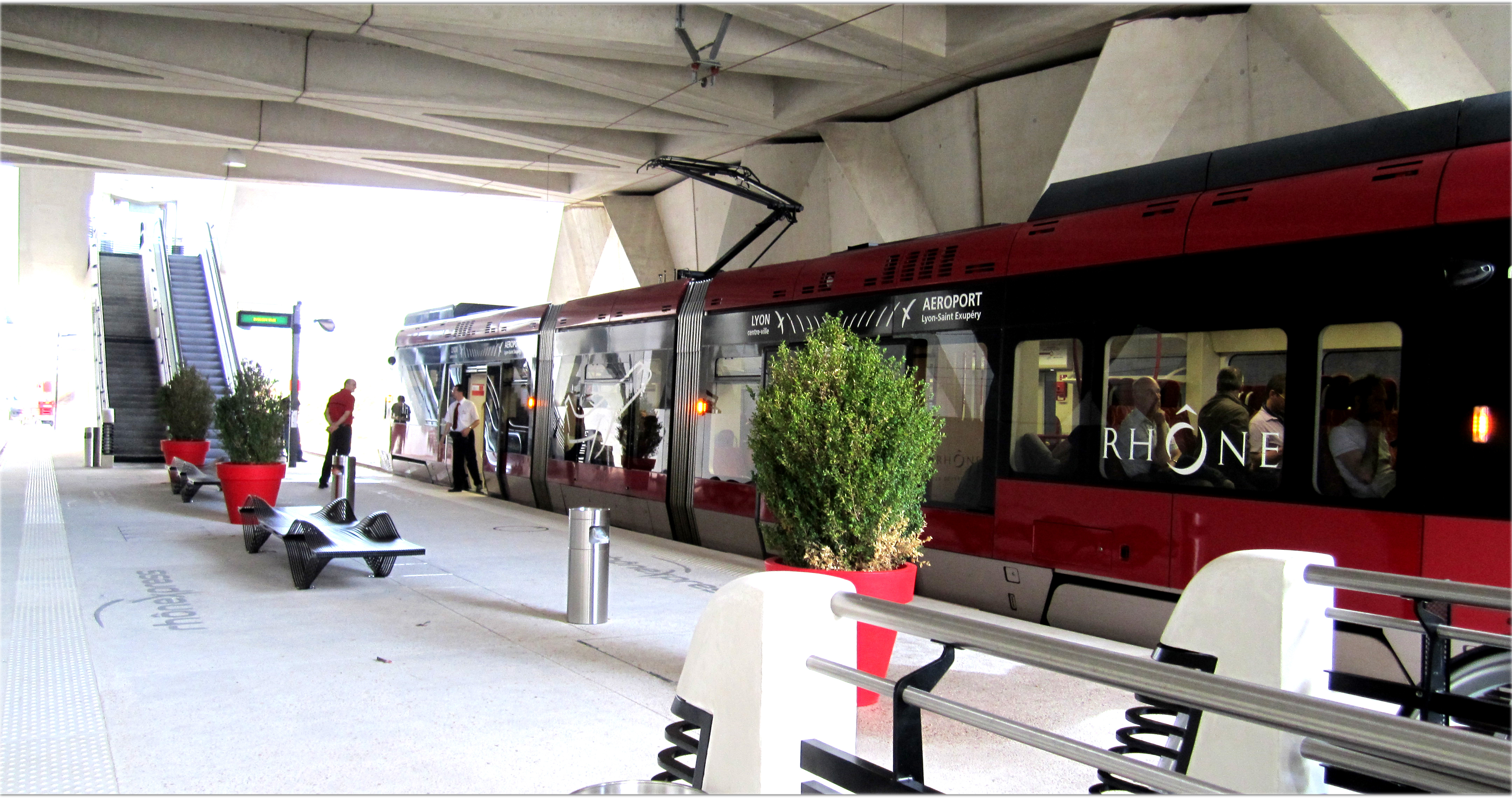
Eindpunt van de Rhônexpress
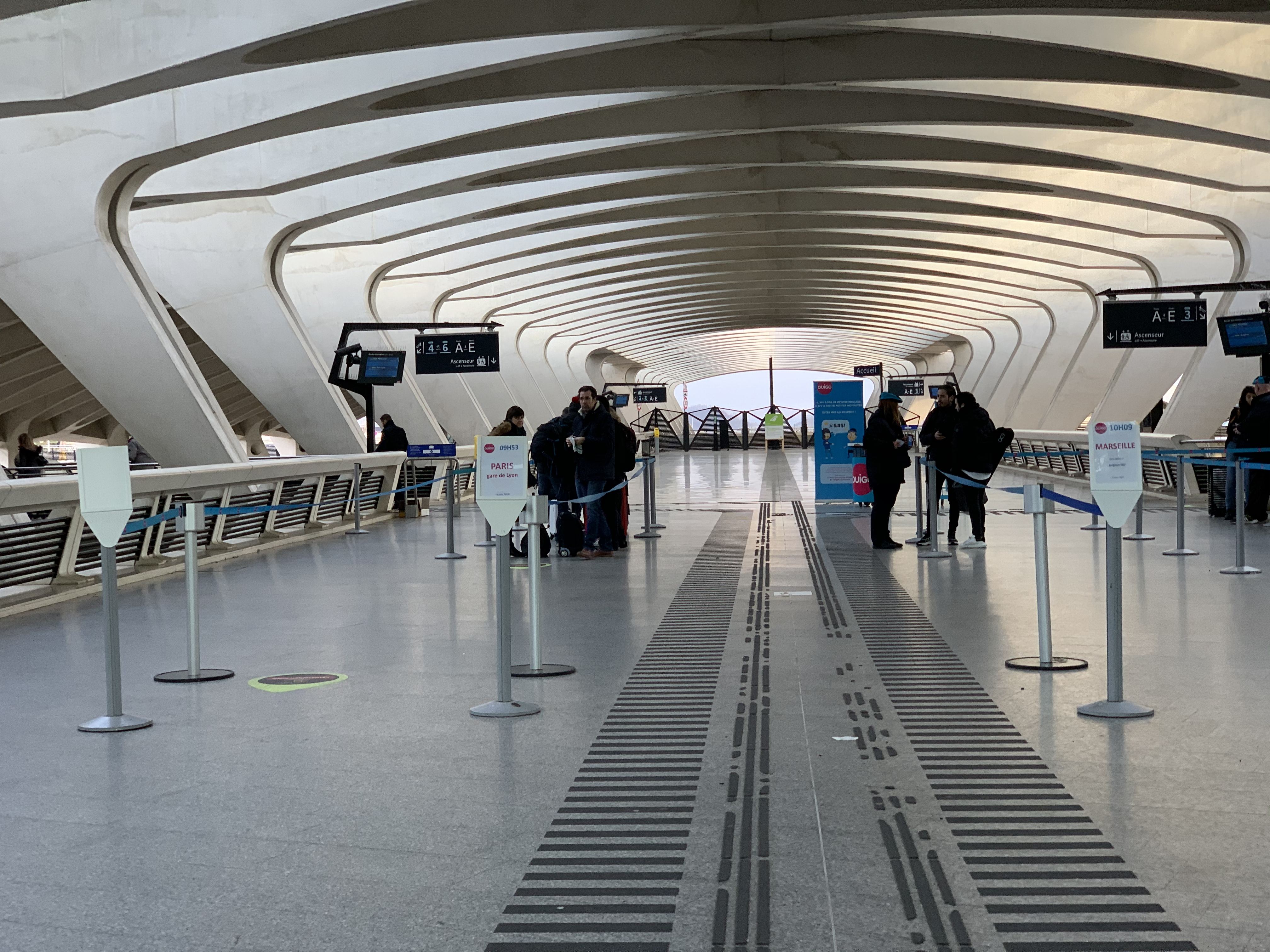
Wachtruimte op het station